# Rocznik świętokrzyski dawny
Rocznik krakowski dawny, hist. Rocznik świętokrzyski dawny – obok rocznika kapituły krakowskiej, rocznika Traski i roczników wielkopolskich, jeden z najważniejszych zachowanych roczników (łac. annales) polskich.

## Historia
Rocznik powstał najprawdopodobniej w Gnieźnie lub Krakowie w 1. połowie XII w. i jest najstarszym zachowanym zabytkiem polskiej historiografii. Przynajmniej od wieku XIII manuskrypt był własnością kapituły krakowskiej, od połowy XV w. znajdował się w klasztorze na Świętym Krzyżu, zaś w połowie XVIII w. znalazł się w zbiorach Biblioteki Załuskich i dalej dzielił losy biblioteki. Na mocy traktatu ryskiego powrócił do Polski i trafił do zbiorów Biblioteki Narodowej. W 1939 przewieziono go do Kanady, skąd powrócił po dwudziestu latach. Manuskrypt jest dostępny on-line w bibliotece cyfrowej Polona.
Tekst rocznika został odkryty w Cesarskiej Bibliotece Publicznej w Petersburgu w 1864 przez Wilhelma Arndta, który następnie wraz z Richardem Roepellem opublikował go w Monumenta Germaniae Historica. Tytuł Rocznik świętokrzyski dawny został nadany przez Augusta Bielowskiego, pierwszego polskiego badacza rocznika.
Polskie roczniki były publikowane w Monumenta Poloniae Historica (tomy 2–6 z lat 1872–1893) i w dodatku pn. Monumenta Poloniae Historica Series Nova (dokończenie tomu 6. z roku 1962).
W 2016 rękopis został wpisany na Polską Listę Pamięci Świata UNESCO.

## Opis
Zapiski rocznikarskie zostały umieszczone w jednej lub dwóch kolumnach na trzech czystych końcowych kartach wcześniejszego kodeksu. Kodeks ten powstał na początku XII w., prawdopodobnie z północnej Francji jako dzieło szkoły w Laon. Oryginalny manuskrypt zawiera Epistolae canonicae, glosę marginalną Walafrida Strabona i interlinearną Anzelma z Laon. Cały kodeks składa się z 40 kart głównych i II dodatkowych. Wymiary kodeksu to 21,5×14 cm. Oprawa kodeksu z tektury i skóry pochodzi z XIX wieku.
Zawartość samego rocznika stanowią:
- zapiski dotyczące lat 948–1119, skopiowane z niezachowanych Annales Regni Polonorum deperditi
- zapiski z lat 1119–1122, będące oryginalną kontynuacją powyższych wpisów
- informacja z 1136
- nieliczne uzupełnienia z XV w.

W roczniku znajdują się m.in. zapiski dotyczące przybycia czeskiej księżniczki Dobrawy do Polski (Dubrovka venit ad miskonem) i chrztu Mieszka I (Mysko dux baptizatur).